# GER Entitat Cultural i Esportiva

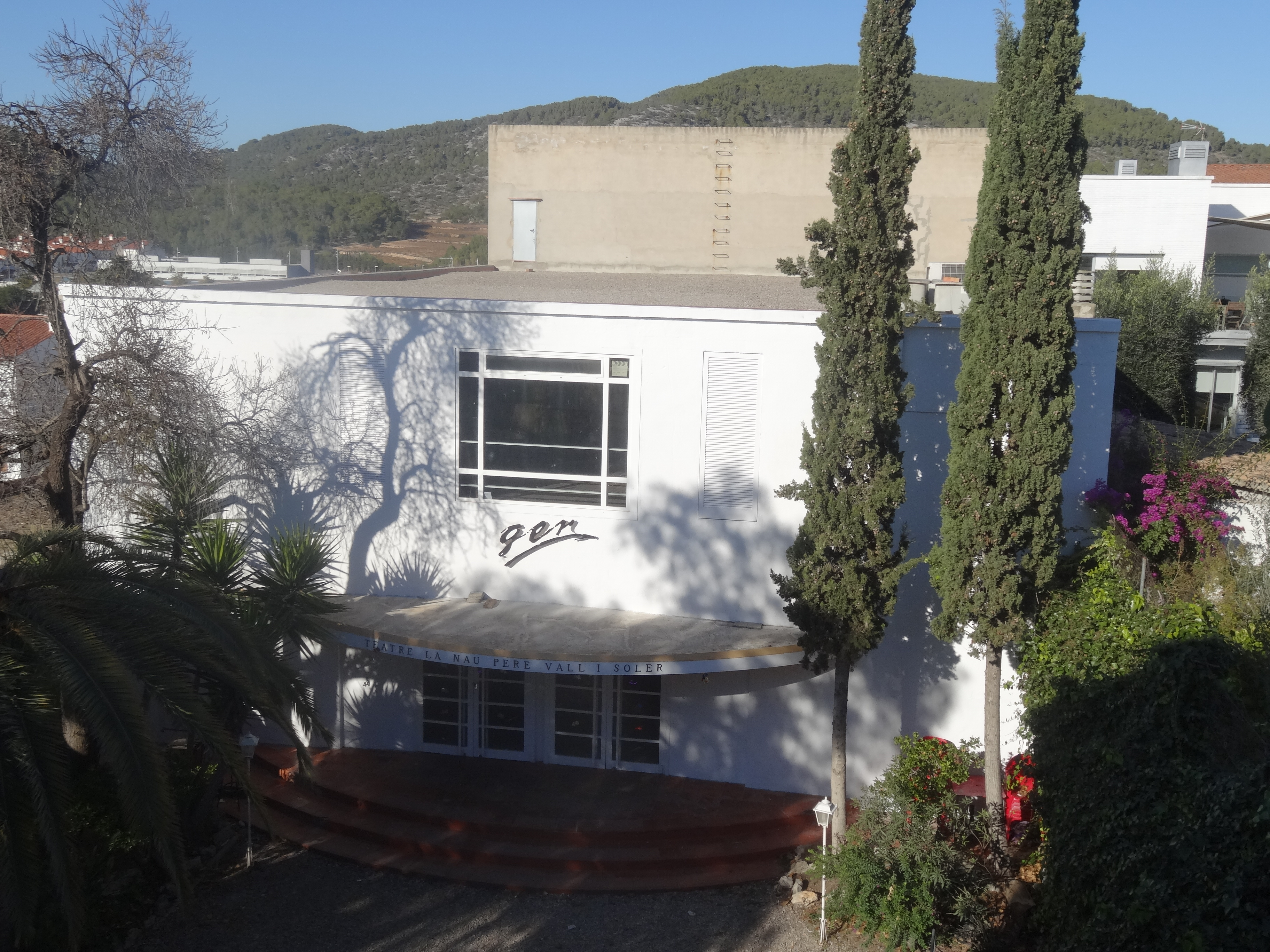
Teatre La Nau Pere Vall i Soler, del GER Entitat Cultural i Esportiva

El GER és una entitat cultural, esportiva del poble de Sant Pere de Ribes que fou creada l'any 1972. Ha organitzat concerts musicals de forma habitual a Ribes, d'artistes com Jaume Sisa o Inadaptats. Des del 2004 organitza el FONA (Festival de Música electrònica i aborigen) a la nau Pere Vall i Soler, un festival on hi han participat prop d'una quarantena de formacions musicals i visuals d'arreu dels Països Catalans, entre d'altres KOP i Pirat's Sound.
Les seccions més actives de l'entitat són Grup de Teatre del GER, Esplai GER, GER Muntanya, GER Atletisme, el Club Ciclista GER i la Secció d'Exploracions Subterrànies (S.E.S.).
El club ciclista fou fundat l'any 1978 figura inscrit al Registre d'entitats esportives de la Generalitat de Catalunya, i a la Federació Catalana de Ciclisme. Inicialment realitzava activitats del cicloturisme, marxes i curses socials i ha organitzat la Challenge Garraf-Penedes. Actualment organitza anualment el Trofeu Abelard Trenzano a l'estiu i la Cursa del Gall d'Indi dins del marc de les festes d'hivern de Ribes a més de realitzar trobades de BTT.